# Route 99 (Colombie-Britannique)
Pour les articles homonymes, voir Route 99.
La route 99 est une route de la province canadienne de la Colombie-Britannique. Tout au long de son itinéraire, elle est connue comme la Fraser Delta Thruway au sud de Vancouver et comme la Sea to Sky Highway, la Squamish Highway ou encore la Whistler Highway au nord de cette même ville. Elle est la principale artère provinciale traversant du nord au sud les Basses-terres continentales.
Elle débute au sud à la frontière des États-Unis, où elle rejoint l'I-5 et se termine au nord à la jonction de la route 97, soit 377 km (234 mi) plus loin, juste au nord de la ville de Cache Creek. La numérotation de la route provient de l'ancienne route 99 aux États-Unis, avec laquelle elle était initialement reliée à la frontière. La route demeure relativement achalandée considérant qu'elle constitue le seul lien direct qui unit Whistler et Vancouver.

## Tracé

### Tronçon Surrey–Richmond
Le terminus sud de la route 99 se trouve au poste frontalier de l'Arche de la Paix à la frontière canado-américaine. Il s'agit du prolongement de l'I-5, une autoroute se dirigeant vers Seattle et plusieurs villes majeures de la côte ouest américaine, atteignant ultimement Tijuana au Mexique,. La route passe par le monument de l'Arche de la Paix et se dirige vers le nord jusqu'aux installations frontalières dans le sud de Surrey,. L'autoroute se dirige vers le nord-ouest. Elle passe par quartiers résidentiels en longeant Boundary Bay,.

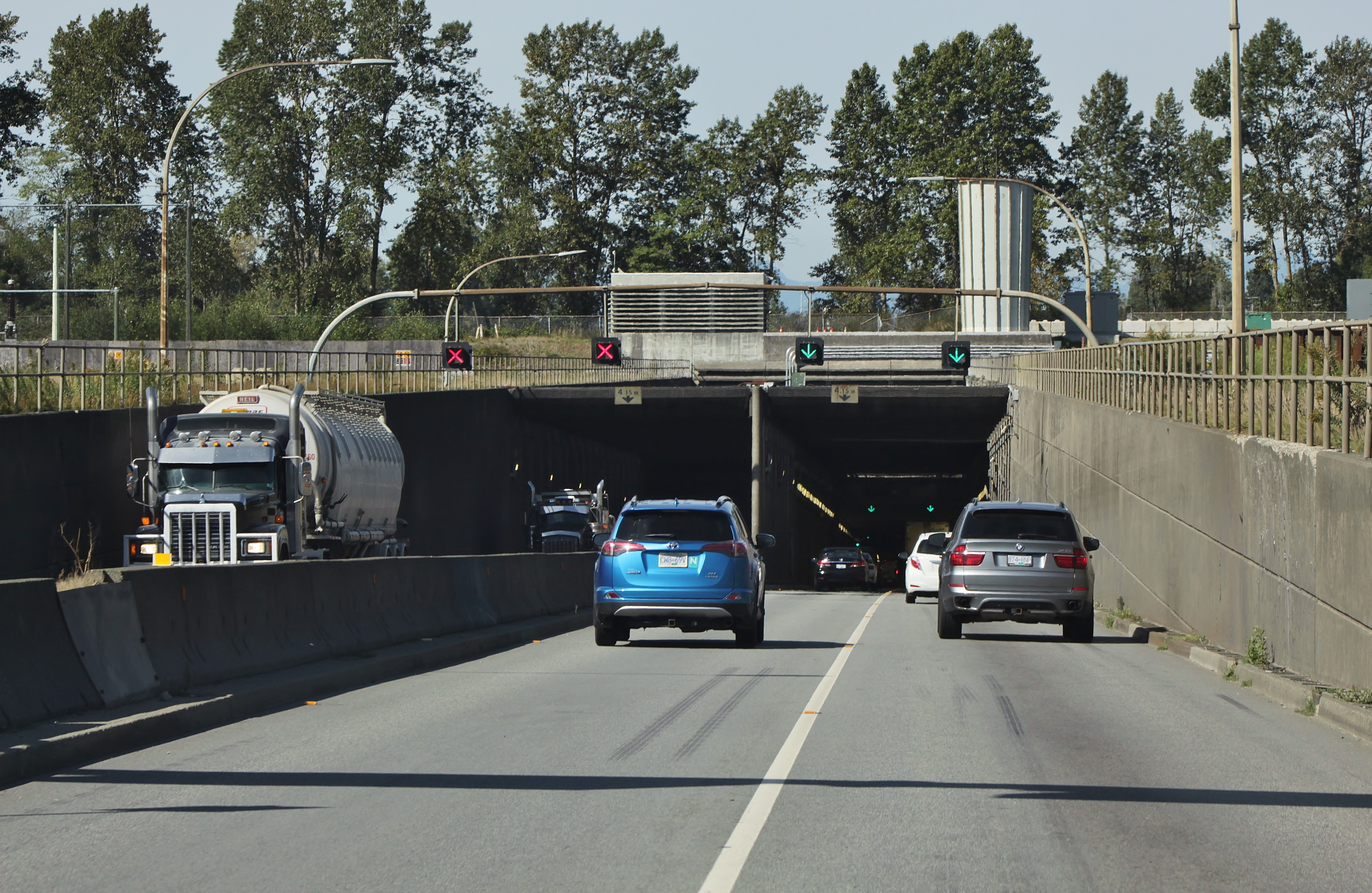
Entrée sud du Tunnel George Massey

Alors que la route atteint la ville de Delta, elle croise le terminus sud de la route 91. La route 99 continue alors vers l'ouest et croise la route 17 et la route 17A avant de traverser le bras sud du fleuve Fraser via le Tunnel George Massey.
De l'autre côté du tunnel, la route entre à Richmond. Elle se dirige vers le nord et croise le terminus nord de la route 91. À cet endroit, elle bifurque vers le nord-ouest et passe par un quartier résidentiel. Elle rencontre Sea Island Way, voie menant à l'Aéroport international de Vancouver, avant de traverser le bras nord du fleuve Fraser via le Pont Oak Street pour entrer dans les limites de Vancouver.

### Vancouver
Le segment autoroutier de la route 99 prend fin à un échangeur avec Marine Drive tout juste au nord du pont Oak Street. Dans les limites de Vancouver, la route parcourt 30 km (19 mi) sur plusieurs rues de la ville. Elle passe par Oak Street en direction nord et bifurque vers l'ouest sur West 70th Avenue. Après une courte distance, elle reprend la direction nord sur Granville Street sur une distance de 7 km (4 mi) dans des quartiers résidentiels et commerciaux. Elle croise le terminus ouest de la route 7.

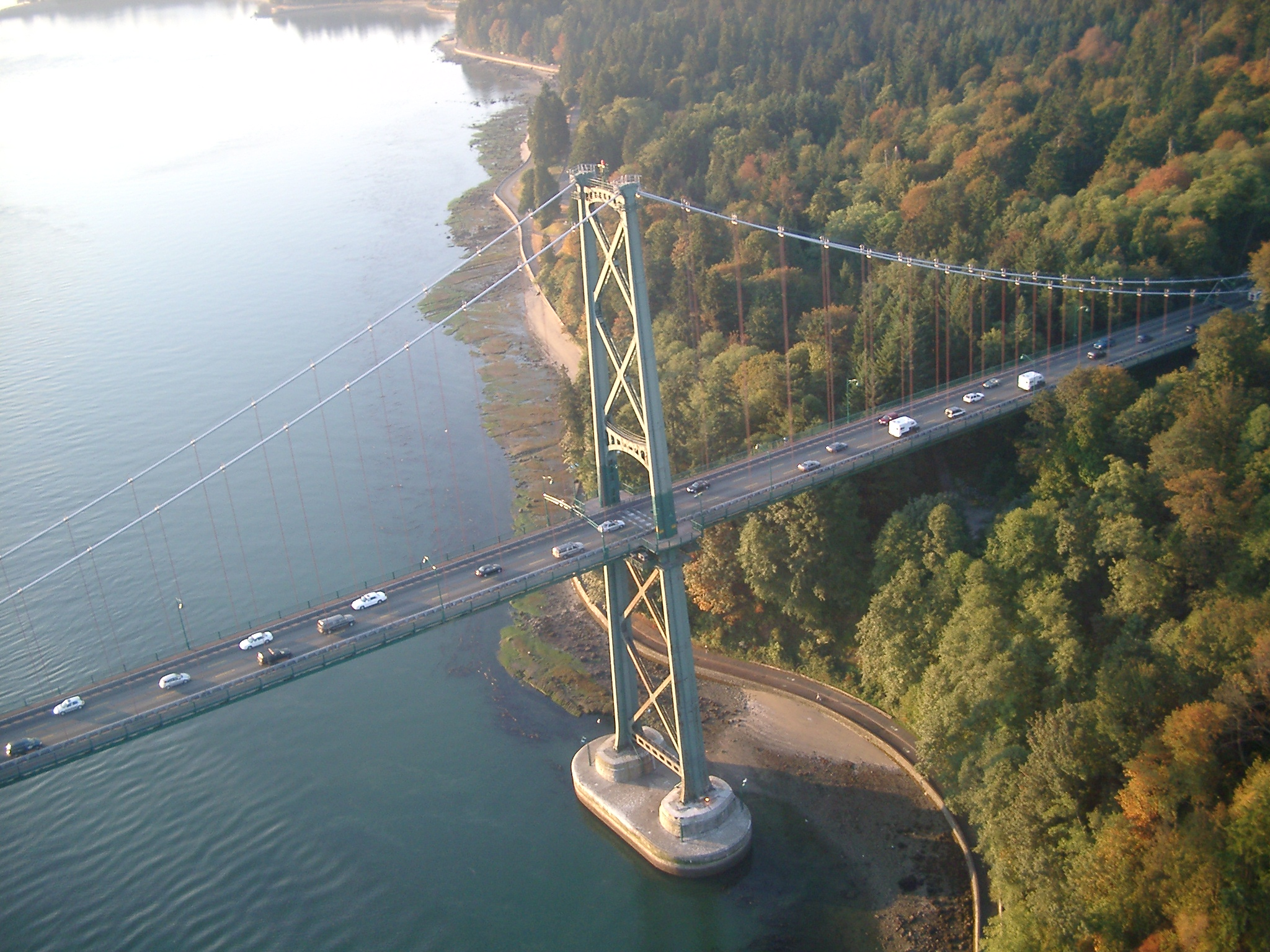
Vue aérienne du Pont Lions Gate entre Vancouver et West Vancouver

Un peu après, elle emprunte le Pont Granville au-dessus de False Creek et de Granville Island pour atteindre le centre-ville de Vancouver. Une paire de rues à sens unique permettent à la route 99 de traverser le centre-ville. Il s'agit de Seymour Street en direction nord et de Howe Street en direction sud.
La route 99 bifurque vers le nord-ouest sur Georgia Street pour traverser le West End. La route passe alors par le Parc Stanley et traverse le Pont Lions Gate au-dessus de First Narrows alors qu'elle quitte la ville de Vancouver.

### Sea to Sky Highway

Tracé de l'autoroute Sea to Sky le long de la baie Howe.

Le Pont Lions Gate continue à West Vancouver et traverse X̱wemelch'stn, une communauté autochtone de la Nation Squamish. La route atteint ensuite la route 1 et la rejoint en multiplex vers l'ouest. L'autoroute grimpe les contreforts des Cypress Mountain. Les routes se séparent au quai de Horseshoe Bay, lieu de départ des traversiers vers l'Île de Vancouver.

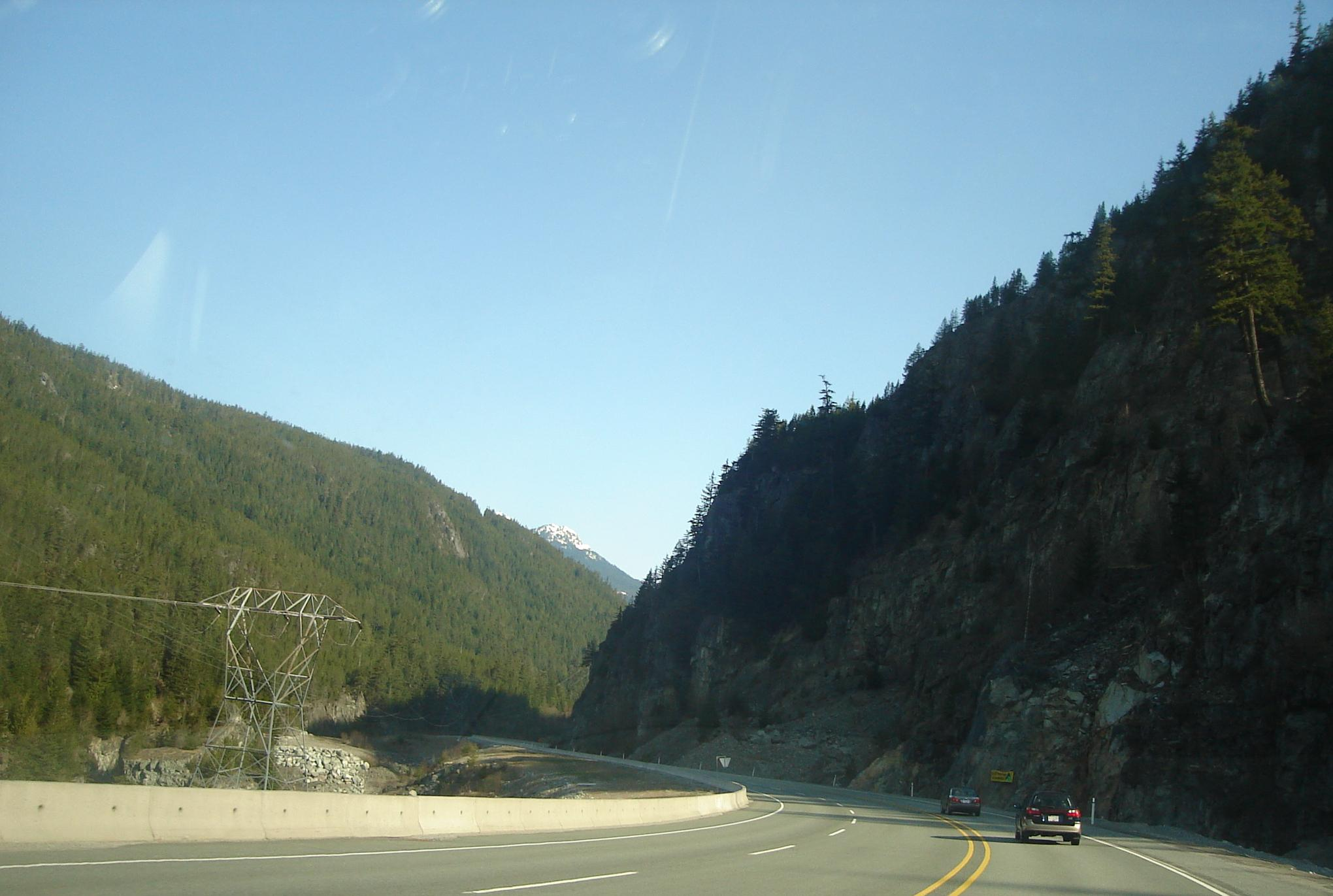
Route 99 au nord de Squamish

La "Sea to Sky Highway" est le nom donné aux prochains 134 km (83 mi) de la route d Horseshoe Bay jusqu'à Pemberton. Depuis Horseshoe Bay, la route longe la ôte est de la Baie Howe et les contreforts des Montagnes North Shore. La route continue vers le nord comme route à deux voies et compte quelques points d'observation et haltes routières.
La route 99 se dirige vers le nord-est dans le Parc provincial Murrin. Elle descend ensuite le long de la côte et atteint Squamish. Elle traverse la ville vers le nord et bifurque vers le nord-est. Elle traverse la rivière Mamquam et se dirige vers Whistler. Elle traverse cette dernière et atteint Pemberton,.

### Duffey Lake Road
La route 99 continue sur Duffey Lake Road entre Pemberton et Lillooet. Ce segment de route longe plusieurs rivières et plans d'eau dont le fleuve Squamish, la rivière Cheakamus et le Lac Daisy. Elle longe la rivière Lillooet jusqu'au Lac Lillooet, vers l'Est, avant de bifurquer vers le nord-est. La route serpente dans les montagnes avant d'atteindre Lillooet. Là, elle traverse le fleuve Fraser et rencontre le terminus nord de la route 12. Elle longe le fleuve vers le nord jusquMà Pavilion, où elle bifurque vers le sud-est. À l'entrée du Parc provincial Harry Lake Aspen, elle reprend la direction nord-est jusqu'à l'intersection avec la route 97 à un point au nord de Cache Creek. C'est à cet endroit que la route 99 prend fin.

## Intersections majeures
| District régional                                               | Ville                      | km                                        | Sortie                                         | Destinations                                                                            | Notes |
| --------------------------------------------------------------- | -------------------------- | ----------------------------------------- | ---------------------------------------------- | --------------------------------------------------------------------------------------- | --- |
| Metro Vancouver                                                 | Surrey                     | 0,00                                      | —                                              | I-5 sud – Bellingham, Seattle                                                           | Continue dans l'État de Washington                                                                                              |
| Metro Vancouver                                                 | Surrey                     | 0,00                                      | Frontière canado-américaine                    |                                                                                         | |
| Metro Vancouver                                                 | Surrey                     | 0,60                                      | 1                                              | Beach Road                                                                              | Intersection à niveau |
| Metro Vancouver                                                 | Surrey                     | 1,60                                      | 2                                              | 8 Avenue vers BC-1 / BC-15 – Frontière, Poste frontalier de Pacific Highway, White Rock | Indiqué sortie 2A (est) et 2B (ouest) en direction sud                                                                          |
| Metro Vancouver                                                 | Surrey                     | 3,41                                      | 4                                              | 16 Avenue                                                                               | |
| Metro Vancouver                                                 | Surrey                     | 7,27                                      | 8A                                             | 152 Street sud                                                                          | Sortie direction sud seulement                                                                                                  |
| Metro Vancouver                                                 | Surrey                     | 7,66                                      | 8B                                             | 32 Avenue / 152 Street nord                                                             | Sortie direction sud, entrée direction nord                                                                                     |
| Metro Vancouver                                                 | Surrey                     | 9,63                                      | 10                                             | King George Boulevard – Centre-ville de Surrey                                          | Pas d'accès à BC-99 sud depuis King George Boulevard nord                                                                       |
| Metro Vancouver                                                 | Delta                      | 15,56                                     | 16                                             | BC-91 nord – Nord Delta, New Westminster                                                | Terminus sud de la BC-91 |
| Metro Vancouver                                                 | Delta                      | 20,36                                     | 20                                             | Ladner Trunk Road – Sud Delta                                                           | |
| Metro Vancouver                                                 | Delta                      | 23,61                                     | 23                                             | 80 Street                                                                               | Sortie direction sud seulement                                                                                                  |
| Metro Vancouver                                                 | Delta                      | 25,37                                     | 26                                             | BC-17 vers BC-1 est – Traversiers, Victoria, Nanaimo, Hope                              | Sortie 13 de la BC-17; pas d'accès depuis BC-99 nord vers BC-17 est                                                             |
| Metro Vancouver                                                 | Delta                      | 27,86                                     | 28                                             | BC-17A sud / River Road – Ladner                                                        | Terminus nord de la BC-17A |
| Metro Vancouver                                                 | Delta                      | 28,60                                     | 29                                             | River Road sud                                                                          | Sortie direction sud seulement                                                                                                  |
| Bras sud du fleuve Fraser                                       | Bras sud du fleuve Fraser  | 29,55–30,41                               | Tunnel George Massey                           | Tunnel George Massey                                                                    | Tunnel George Massey |
| Metro Vancouver                                                 | Richmond                   | 31,59                                     | 32                                             | Steveston Highway                                                                       | |
| Metro Vancouver                                                 | Richmond                   | 35,68                                     | 36                                             | Westminster Highway                                                                     | Sortie direction nord, entrée direction sud                                                                                     |
| Metro Vancouver                                                 | Richmond                   | 36,71                                     | 37                                             | BC-91 est – Nord Delta, Surrey                                                          | Terminus ouest de la BC-91 |
| Metro Vancouver                                                 | Richmond                   | 37,33                                     | 38                                             | Shell Road                                                                              | Sortie direction sud, entrée direction nord                                                                                     |
| Metro Vancouver                                                 | Richmond                   | 38,31                                     | 39B                                            | No 4 Road                                                                               | Sortie direction sud seulement                                                                                                  |
| Metro Vancouver                                                 | Richmond                   | 38,91                                     | 39A                                            | Sea Island Way – Aéroport                                                               | Pas de sortie en direction nord                                                                                                 |
| Metro Vancouver                                                 | Richmond                   | 38,91                                     | 39                                             | Bridgeport Road – Aéroport                                                              | Sortie direction nord, entrée direction sud                                                                                     |
| Bras nord du fleuve Fraser                                      | Bras nord du fleuve Fraser | 38,91–40,69                               | Pont Oak Street                                | Pont Oak Street                                                                         | Pont Oak Street |
| Metro Vancouver                                                 | Vancouver                  | 40,69                                     | 41                                             | Southwest Marine Drive                                                                  | Indiqué sortie 41A (Marine Drive est) et 41B (Marine Drive ouest) en direction nord; pas de numéro de sortie en direction sud   |
| Metro Vancouver                                                 | Vancouver                  | 40,69                                     | Terminus nord de l'autoroute                   |                                                                                         | |
| Metro Vancouver                                                 | Vancouver                  | 47,70                                     |                                                | BC-7 est (Broadway)                                                                     | Terminus ouest de la BC-7 |
| Metro Vancouver                                                 | Vancouver                  | 48,20                                     |                                                | West 4th Avenue / Fir Street sud                                                        | Échangeur; sortie direction sud, entrée direction nord pour 4th Avenue; sortie direction sud seulement pour Fir Street          |
| Metro Vancouver                                                 | Vancouver                  | 48,20–49,10                               | Pont Granville Street au-dessus de False Creek | Pont Granville Street au-dessus de False Creek                                          | Pont Granville Street au-dessus de False Creek                                                                                  |
| Metro Vancouver                                                 | Vancouver                  | 49,10                                     |                                                | Seymour Street / Howe Street                                                            | Rues à sens unique; BC-99 nord emprunte Seymour Street, BC-99 sud emprunte Howe Street                                          |
| Metro Vancouver                                                 | Vancouver                  | 49,10                                     | Granville Street                               |                                                                                         | Rues à sens unique; BC-99 nord emprunte Seymour Street, BC-99 sud emprunte Howe Street                                          |
| Metro Vancouver                                                 | Vancouver                  | 52,40                                     | Entrée du Parc Stanley                         | Entrée du Parc Stanley                                                                  | Entrée du Parc Stanley |
| Metro Vancouver                                                 | Vancouver                  | 52,71                                     |                                                | North Lagoon Drive                                                                      | Sortie direction nord, entrée direction sud                                                                                     |
| Metro Vancouver                                                 | Vancouver                  | 54,38                                     |                                                | Stanley Park Drive                                                                      | Pas d'entrée en direction sud; fermé lors des heures de pointe                                                                  |
| Metro Vancouver                                                 | Vancouver                  | 54,70                                     | Sortie du Parc Stanley                         | Sortie du Parc Stanley                                                                  | Sortie du Parc Stanley |
| Baie Burrard                                                    | Baie Burrard               | 54,70–56,23                               | Pont Lions Gate                                | Pont Lions Gate                                                                         | Pont Lions Gate |
| Metro Vancouver                                                 | West Vancouver             | 56,52                                     |                                                | Marine Drive vers Capilano Road / BC-1 – North Vancouver                                | Échangeur |
| Metro Vancouver                                                 | West Vancouver             | 58,09                                     | 13                                             | BC-1 est – North Vancouver, Vancouver                                                   | Terminus sud du multiplex avec la BC-1; numéros de sortie de la BC-1; échangeur                                                 |
| Metro Vancouver                                                 | West Vancouver             | 58,09                                     | Terminus sud de l'autoroute                    |                                                                                         | |
| Metro Vancouver                                                 | West Vancouver             | 59,72                                     | 11                                             | 15th Street / Cross Creek Road                                                          | |
| Metro Vancouver                                                 | West Vancouver             | 60,63                                     | 10                                             | 21st Street / Westhill Drive                                                            | Pas de sortie en direction sud                                                                                                  |
| Metro Vancouver                                                 | West Vancouver             | 61,28                                     | 10                                             | 22nd Street                                                                             | Sortie direction sud seulement                                                                                                  |
| Metro Vancouver                                                 | West Vancouver             | 62,72                                     | 8                                              | Cypress Bowl Road                                                                       | |
| Metro Vancouver                                                 | West Vancouver             | 64,29                                     | 7                                              | Wentworth Avenue / Westmount Road                                                       | |
| Metro Vancouver                                                 | West Vancouver             | 66,96                                     | 4                                              | Woodgreen Drive / Headland Drive                                                        | |
| Metro Vancouver                                                 | West Vancouver             | 68,76                                     | 3                                              | BC-1 ouest vers BC-101 est – Traversiers, Quai de Horseshoe Bay, Nanaimo, Gibsons       | Terminus nord du multiplex avec la BC-1; sortie direction nord, entrée direction sud; BC-101, Nanaimo et Gibsons via BC Ferries |
| Metro Vancouver                                                 | West Vancouver             | 69,37                                     | 2                                              | Eagleridge Drive / Marine Drive                                                         | Sortie direction nord, entrée direction sud                                                                                     |
| Metro Vancouver                                                 | West Vancouver             | 72,57                                     |                                                | Horseshoe Bay Drive vers Marine Drive                                                   | Sortie direction sud, entrée direction nord                                                                                     |
| Metro Vancouver                                                 | West Vancouver             | 73,99                                     |                                                | Seascape Drive / Ansell Place                                                           | Échangeur |
| Metro Vancouver                                                 | West Vancouver             | 73,99                                     | Terminus nord de l'autoroute                   |                                                                                         | |
| Metro Vancouver                                                 |                            | 76,48                                     |                                                | Strachan Point Road                                                                     | Entrée / sortie directes en direction sud                                                                                       |
| Metro Vancouver                                                 | Lions Bay                  | 80,50                                     |                                                | Kelvin Grove Way                                                                        | Échangeur |
| Metro Vancouver                                                 | Lions Bay                  | 81,15                                     |                                                | Lions Bay Avenue                                                                        | Échangeur |
| Metro Vancouver                                                 | Lions Bay                  | 83,07                                     |                                                | Brunswick Road                                                                          | Échangeur |
| Squamish-Lillooet                                               |                            | 92,22                                     |                                                | Porteau Road                                                                            | Échangeur |
| Squamish-Lillooet                                               | 96,42                      |                                           | Funny Creek Drive                              | Entrée / sortie directes en direction nord                                              | |
| Squamish-Lillooet                                               | 97,95                      | Entrée / sortie directes en direction sud | Funny Creek Drive                              |                                                                                         | |
| Squamish-Lillooet                                               | Squamish                   | 116,55                                    |                                                | Centennial Way                                                                          | Échangeur |
| Squamish-Lillooet                                               | Lillooet                   | 301,58                                    |                                                | Pont Twenty-Three Camels au-dessus du fleuve Fraser                                     | Pont Twenty-Three Camels au-dessus du fleuve Fraser                                                                             |
| Squamish-Lillooet                                               | Lillooet                   | 302,31                                    |                                                | BC-12 sud – Lytton, Hope                                                                | Terminus nord de la BC-12 |
| Thompson-Nicola                                                 |                            | 377,04                                    |                                                | BC-97 – Prince George, 100 Mile House, Cache Creek, Kamloops                            | |
| - Terminus de multiplex - Accès incomplet - Transition de route |                            |                                           |                                                |                                                                                         | |